# Тазрак (Афганистан)
Тазрак (перс. طزرق‎, англ. Tazraq, вариант латинизации англ. Tāzrāq) — деревня на севере Афганистана. Входит в состав провинции Балх. Расположена в окрестностях города Кальдар на реке Амударья, вблизи государственных границ Афганистана по реке Амударья: с Таджикистаном и с Узбекско-афганская граница с Узбекистаном. Население составляет 5 673 человека.
Высота над уровнем моря — 291 метр